# Ганишов, Имам Гасанович
Имам Гасанович Ганишов (17 июня 2000, Дылым, Казбековский район, Дагестан, Россия) — российский борец вольного стиля. Чемпион России 2025 года. Бронзовый медалист чемпионата Европы 2024. Финалист Игр стран СНГ 2023.

## Биография
Родился 17 июня 2000 года в селе Дылым, что в Казбековском районе Республики Дагестан. Тренируется по вольной борьбе с 9 лет. Является воспитанником училище олимпийского резерва г. Хасавюрт.

## Спортивная карьера
В 2015 году выиграл Северо-Кавказский федеральный округ среди кадетов в весе до 46 кг и отобрался на первенство России в Якутске, где стал пятым. В 2016 году выступил на первенстве России в Старом Осколе, где в весе до 46 кг впервые завоевал бронзовую награду. В мае 2017 года снова стал бронзовым медалистом первенства России среди кадетов в весе до 54 кг. 27 июня 2018 года ему было присвоено звание мастер спорта России. В сентябре 2017 года выступил на первенстве мира среди кадетов в столице Греции Афинах, где финишировал на третьем месте. В 2018 и 2019 годах был призёром первенства Северо-Кавказского федерального округа среди юниоров в весе до 61 и 65 кг. В марте 2020 года выиграл первенство Северо-Кавказского федерального округа среди юниоров в весе до 70 кг, который прошёл в г. Хасавюрт. В сентябре 2020 года стал финалистом первенства России среди юниоров в весовой категории до 70 кг. В сентябре 2022 года стал третьим на первенстве России до 23 лет в весе до 74 кг. В мае 2023 года был на третьем месте на мемориале Али Алиева в Каспийске. В августе 2023 года дошёл до финала вторых Игр стран СНГ в Солигорске (Беларусь), уступив лишь своему земляку Джабраил Гаджиеву. В сентябре Имам выиграл первенство России до 23 лет и завоевал место в сборной России на участие на первенстве мира до 23 лет. На первенстве мира, который прошёл в албанском городе Тирана он добыл серебряную медаль. В середине феврале 2024 года был неожиданно вызван в состав сборной России для выступления на чемпионате Европы в Бухаресте в качестве замены Давида Баеву в весе до 74 кг. 18 февраля 2023 года, одолев в схватке за 3 место представителя Венгрии Мурада Курамагомедова и завоевал бронзовую медаль. 26 апреля 2024 года ему было присвоено звание мастер спорта России международного класса. В мае 2024 года выиграл бронзовую медаль чемпионата России. В июне 2025 года выиграл свой первый чемпионат России в Москве, одолев в финальной схватке своего земляка Магому Дибиргаджиева.

## Спортивные достижения
- Первенство России среди кадетов 2016 — ;
- Первенство России среди кадетов 2017 — ;
- Первенство мира среди кадетов 2017 — ;
- Первенство России среди юниоров 2020 — ;
- Первенство России до 23 лет 2022 — ;
- Игры стран СНГ 2023 — ;
- Первенство России до 23 лет 2023 — ;
- Первенство мира до 23 лет 2023 — ;
- Чемпионат Европы 2024 — ;
- Чемпионат России 2024 — ;
- Чемпионат России 2025 — ;